# 天道 (中國大陸電視劇)
《天道》是2007年首播的中国大陆电视剧，由张前执导，王志文、左小青等主演，改编自豆豆长篇小说《遥远的救世主》。本剧以丁元英和芮小丹相知相爱为感情线，以丁元英引领农民脱贫为主要剧情，讲述了一个关于人性的故事。

## 剧情简介
全篇以芮小丹回忆生前往事的叙述作为旁白，从芮小丹的视角以她和丁元英的接触为开场，按照时间顺序讲述了格律诗公司的筹划、成立、击败乐圣音响公司等一系列事件，最终以格律诗公司胜诉，乐圣总裁林雨峰、格律诗主任刘冰相继自杀，丁元英返回德国结束。

## 主要演员
| 演員   | 角色   | 介紹                                                                    |
| 王志文 | 丁元英 | 商业鬼才、格律诗公司幕后策划、芮小丹爱人                                |
| 左小青 | 芮小丹 | 剧中“天国的女人”、女刑警、丁元英爱人，死于劫匪引爆的炸弹                |
| 曾红生 | 韩楚风 | 丁元英朋友和支持者，正天集团总裁                                        |
| 石爻   | 欧阳雪 | 饭店老板，芮小丹朋友，格律诗公司董事长                                  |
| 施大生 | 林雨峰 | 乐圣音响总裁，中国HI-Fi音响领军人物，官司败给格律诗后，开车冲下山崖自杀 |
| 赵会南 | 刘冰   | 王庙村村民，格律诗公司员工，威胁欧阳雪失败后，跳楼自杀                  |

## 版本
该剧在乐视、爱奇艺影视平台播放时，存在删减情况：第2集第15分钟处丁元英谈论中国的情节、第11集第5分钟处丁元英与五台山住持谈论修行和佛教的情节等被删减，而在哔哩哔哩和YouTube平台存在未删减上述片段的版本。